# 락앤락
락앤락은 대한민국의 생활용품 기업이다. 전 세계 120여 개국에 수출하는 글로벌 라이프 스타일 기업이다. 2017년 8월 글로벌 사모펀드인 어피니티 에쿼티 파트너스에 매각되었다.
1998년 신개념 4면 결착 밀폐 용기를 선보이며 주방 생활에 혁신을 일으켰고, 식품 보관 용기를 넘어 베버리지웨어, 쿡웨어, 소형 가전, 그리고 수납용품, 여행용품 등 주방∙생활 영역에서 다양한 카테고리를 운영하며 라이프 스타일 기업으로서 면모를 강화하고 있다.
특히 ‘사람 중심의 생활 혁신’이라는 브랜드 원칙 하에 개발 단계에서부터 소비자 생활에 대한 깊은 이해를 담아 라이프 스타일을 제안하는 제품과 서비스를 선보이고 있다. 2019년부터 식품 보관 용기와 베버리지웨어, 쿡웨어, 소형 가전 등 4개 부문을 전략 카테고리로 삼고, 시장별 맞춤형 영업 및 마케팅을 펼치며 글로벌 라이프 스타일 기업 역량을 강화하고 있다. 또 연간 500여 개 신제품을 출시하는 것은 물론, 세계 각국에서 1천 건이 넘는 특허와 상표, 의장을 획득하며 기술 강국 대한민국의 위상을 드높이고 있다.
국내에서는 안성 물류 센터를 운영하고 있다. 해외의 경우, 2004년 상해 영업 법인 설립을 시작으로 중국에 진출, 현지화 전략의 일환으로 소주 공장을 설립했다. 이후 베트남을 글로벌 생산 기지 삼아, 붕따우 지역에 플라스틱 사출 및 내열유리/쿡웨어 공장을 설립, 전 세계 수출 기지로 활용하고 있다.

## 역사

### 연혁
• 2019년 ~
-  4대 전략 카테고리 설정(식품 보관 용기-베버리지웨어-쿡웨어-소형 가전)
- ‘제니퍼룸’ 인수로 주방 소형 가전 사업 확대
- 혁신 주방 소가전, 스팀에어프라이어 출시
• 2018년 ~
- 브랜드 아이덴티티 리뉴얼(LocknLock)
- 혁신 연구소, LL Labs 신설
- 글로벌 디자인 센터 구축(한국/중국/베트남)
• 2017년 ~
- 어피너티 에쿼티 파트너스(Affinity Equity Partners)에 매각
• 2010년
- 한국 거래소 유가 증권 시장에 상장
- Total Living-Kitchenware 브랜드로 확장
• 1998년
- 4면 결착 방식의 식품 용기 출시
- 선택과 집중 전략으로 LocknLock 브랜드 통합
• 1978년
- 국진유통 설립

### 수상 및 인증
• 2004년~2021년
한국산업브랜드파워(K-BPI) 밀폐 용기 부문 18년 연속 1위, 주방용품(쿡웨어) 부문 5년 연속 1위
• 2008년~2021년
‘레드 닷’, ‘iF’, ‘미국 IDEA’, ‘굿 디자인‘ 등 글로벌 디자인 어워드 다수 수상
• 2009년~2018년, 2020년
한국소비자웰빙지수(KS-WCI) 10년 연속 1위, 2020년 1위
• 2014년~2020년
세계 일류 상품 7년 연속 선정
• 2012년~2020년
베트남 소비자가 신뢰하는 100대 브랜드 9년 연속 선정
• 2009년~2018년
로하스 인증(LOHAS) 10년 연속 인증
• 2015년
내열 유리 제식기 KS인증 획득
• 2011년
독일 소비재 심사 기관 외코 테스트 밀폐 용기 ‘최우수 등급‘

## 글로벌 락앤락
국내를 넘어 해외 시장에서도 라이프 스타일 기업으로 자리매김하기 위해 한국과 함께 3대 주요 국가인 중국, 베트남을 비롯 태국, 중동 등 이머징 마켓 그리고 미국과 유럽 등 선진 시장 공략에도 힘쓰고 있다.
• 중국
2004년 상해 영업 법인을 시작으로 중국 대륙에 진출했으며, 현재 상해/북경/심천 지역을 중심으로 활발한 영업 활동 중이다. 한류스타나 현지 오피니언 리더를 활용한 다양한 홍보/마케팅을 통해 중국 시장에 성공적으로 안착, 최근까지도 공격적인 마케팅으로 중국 저변 확장에 앞장서고 있다. 그 결과, ‘중국 브랜드 파워 지수(C-BPI)’에서는 2012년-2020년 9년 연속 밀폐 용기 부문 1위를, 보온병 부문에서는 2013년-2020년 8년 연속 1위에 선정되는 등 중국 내에서 입지를 공고히 다졌다. 2014년부터 급성장하는 온라인 시장에 주목해 온라인 중심 영업으로 태세를 전환해 운영하고 있다. 2030 온라인 쇼핑 세대를 겨냥한 신제품 다변화 및 제품 디자인 강화에도 힘쓰고 있으며, 티몰, 징동닷컴 등 대규모 전자 상거래 회사를 비롯해 핀두오두오(PDD), 틱톡 등 신흥 온라인 플랫폼까지 온라인 장악력을 높여가는 중이다.
• 베트남
락앤락은 2008년 호치민 시에 첫 직영점 오픈, 2009년 하노이 영업법인 설립으로 베트남에 본격 진출했다. 프리미엄 브랜드 전략을 바탕으로 빈컴 센터(Vincom Center), 팍슨 백화점 등 고급 쇼핑몰에 성공적으로 입접했다. 또한 쿱마트(Coop Mart), 빈 마트(Vin Mart)와 같은 로컬 유통 기업과도 돈독한 유대 관계를 유지하며 오프라인 판매 채널 강화에 힘썼다. ‘동남아의 아마존’으로 불리는 라자다와 티키(tiki), 쇼피(shopee) 등 베트남 빅3 이커머스 채널을 중심으로 베트남 온라인 채널도 선제적으로 공략하고 있다. 2020년에는 9년 연속 ‘소비자가 신뢰하는 100대 브랜드(Top 100 Brand Product of Trust & Use award)’에 선정됐으며, 한국 기업으로는 유일하게 5년 연속 ‘10대 브랜드’에 이름을 올릴 만큼 베트남 국민들로부터 사랑을 받고 있다.
• 미국/유럽
락앤락은 미국 시장과 독일 및 영국 등 유럽 시장에도 생활용품 브랜드로서 위상을 높이고 있다. 2001년, 미국 최대 규모의 홈쇼핑 채널인 QVC US 첫 방송을 통해 5,000세트 매진이라는 기록을 세우며 미국 시장에 성공적으로 데뷔했다. 이후로도 QVC를 통해 꾸준히 미국 시장의 문을 두드려오다 2017년 초, 미국의 온라인 시장을 겨냥하고자 미국 법인을 설립했으며, 온라인 쇼핑몰 아마존 닷컴에 락앤락 브랜드 전용 페이지를 오픈 하는 등 본격적인 미주 온라인 시장 공략에 나섰다. 이 외에도 2017년 9월 QVC의 '오늘의 특별한 상품(TSV)'방송에서 락앤락 클래식 30만 세트 판매를 기록했으며, 밀폐 용기를 넘어 다양한 카테고리로 품목을 지속 확대하고 있다. 또한 2019년 미국 최대 쿡웨어 유통기업인 마이어(Meyer US)와 밀폐 용기 독점 공급 계약을 체결하는 등 미국 시장 저변 확대에 앞장서고 있다.
유럽 시장에도 독일 법인을 중심으로 식품 보관 용기 뿐 아니라 텀블러, 쿡웨어 등 지속적으로 카테고리를 확장하며 공략하고 있다. 2004년 독일 QVC 첫 생방송에서 분당 466세트 판매, 방송 6회 만에 전량 판매, 하루 만에 4만 세트 판매 등 잇따라 기록적인 실적을 올렸다. 또한 2019년에는 처음으로, 독일 QVC에 밀폐 용기가 아닌 텀블러를 대규모 수주하기도 했다. 2019년 10월 방송된 QVC의 ‘오늘의 특별 상품(Today’s Special Value∙TSV)’에서 락앤락 텀블러는 기대 이상의 판매고를 올리며 인기를 이어갔다. 현재도 QVC를 중심으로 카테고리를 지속 확장하는 동시에 유럽의 친환경 이슈에 선제적으로 대응하며 에코 제품을 내놓고, 최근에는 영국 최대 리테일인 TESCO에 에코 컨테이너가 입점하기도 했다. 또한 아마존 등 전자 상거래 플랫폼을 통해 독일 뿐 아니라 인접 국가까지 시장 확대에 적극 나서고 있다.
• 동남아시아
락앤락은 베트남에서의 성공 경험을 발판으로 동남아시아 시장을 적극 공략하고 있다. 2003년 태국 시장에 진입해 직영점을 시작으로 할인점, 백화점 등으로 유통망을 확대하고 있으며, 태국 법인을 기반으로 말레이시아, 필리핀, 미얀마, 캄보디아 등 아세안 지역 시장 선점에 주력하고 있다. 인도네시아에서는 프리미엄 주방용품 브랜드로 성장해 나가고 있으며, 최근에는 현지 대형 할인점 등을 통한 다양한 소비자 프로모션을 비롯해 자카르타, 수라바야, 메탄 등 대도시에서 직영점을 운영하며 시장 점유율 확장하고 있다.

## 락앤락 제품 소개

### 식품 보관 용기
락앤락 식품 보관 용기는 플라스틱(PP)부터 친환경 신소재인 트라이탄, 프리미엄 내열 유리까지 다양한 소재를 적용해 선보이고 있다. 또한 변화되는 라이프 스타일을 반영해 1인 가구용, 이유식용, 나들이용 등 맞춤형 제품과 간편식 및 밥 전용 용기, 식재료 맞춤 용기 등 혁신적인 제품으로 소비자에게 높은 공감을 얻고 있다. 2020년 출시한 프리미엄 내열 유리 밀폐 용기 ‘탑클라스’는 전자레인지나 오븐 뿐 아니라 에어프라이어, 식기 세척기 등에서도 활용할 수 있으며, 간편식에 최적화된 ‘렌지락’, 올인원 도시락 용기 ‘투고(TO-GO) 시리즈’는 편리하면서도 세련된 디자인으로 젊은 층에게 인기를 끌고 있다.

### 베버리지웨어
텀블러와 물병 등을 아우르는 카테고리다. 락앤락은 2010년 텀블러 시장에 진출했으며, 안전한 식품 용기 등급의 스테인리스 스틸 소재만 사용하고, 우수한 보온∙보냉 기능을 적용하면서 국내 대표 음료 용기 브랜드로 자리매김해 왔다. 특히 텀블러는 우수한 품질을 기반으로 편의와 기능, 가성비를 비롯해 감각적인 디자인까지 갖추면서 전 연령대에 걸쳐 폭넓은 사랑을 받고 있다. 2019년 세계적인 디자인 컨설팅 업체 데이라이트와 협업해 선보인 ‘메트로 텀블러’는 실용적인 북유럽 감성과 세련된 현대적 디자인을 담아냈으며, 미국 IDEA(International Design Excellence Awards), 독일 iF 디자인 어워드와 레드닷 디자인 어워드(Red Dot Design Award) 등 세계 3대 디자인 어워드를 비롯해 독일 디자인 어워드(German Design Award)까지 휩쓸며 디자인 어워드 그랜드슬램을 달성한 바 있다. 또한 머그컵에 텀블러 기능을 더한 ‘메트로 머그’, 맥주 전용 텀블러 '스텐 맥주컵’ 등 현대인의 라이프 스타일을 반영한 제품을 출시하고 있으며, 물병 역시 인기 캐릭터와 컬래버레이션을 진행하는 등 트렌드에 발맞춘 제품을 지속 선보이고 있다.

### 쿡웨어
락앤락 쿡웨어는 요리 초보자부터 매일 주방을 사용하는 데일리 사용자, 전문 사용자까지 다양한 소비자를 만족 시키는 쿡웨어 브랜드를 지향하고 있다. 이에 1인 가구 증가와 미니멀리즘, 주방 인테리어 트렌드 등 다채로운 라이프 스타일 변화에 맞춰 소비자 맞춤형 시리즈, 디테일한 편의성을 강조한 시리즈, 그리고 차별화된 디자인을 더한 감성 디자인 시리즈 등으로 제품 라인업을 확장하고 있다. 락앤락은 1998년 쿡웨어 시장에 진출했으며, 2012년 자체 공장을 설립하며 안정적인 제품 공급과 우수한 품질력의 근간을 마련하고 사업을 본격 확장했다. 연구, 개발부터 생산, 유통까지 전 과정에서 안전에 최우선 가치를 두고, 엄격한 품질 테스트부터 깐깐한 제조 공정 관리와 제품 전수 조사 등을 통해 품질의 완성도를 높이고 있다. 또한 ‘하드아노다이징 공법’, 세라믹 코팅, 스테인리스 소재 등 소비자가 안심하고 사용할 수 있는 코팅 기술과 소재를 끊임없이 개발하고 있다. 주요 제품으로는 초경량 쿡웨어 ‘가벼워서 편리한 원쿡’, 통주물 방식을 적용한 프리미엄 쿡웨어 ‘살롱 드 오브제’, 실용성을 강조한 ‘하드 앤 라이트’, 편의성을 강화한 ‘소마 IH 시리즈’, 그리고 차별화된 디자인과 기능을 더한 ‘데꼬르 IH 시리즈’ 등이 있다.

### 소형 가전
락앤락은 중국과 베트남 등 해외에서 300여 종의 소형 가전을 판매해 온 저력을 살려 2019년 한국 소형 가전 시장에도 진출했다. 칼도마살균블럭, 칫솔살균기 등 살균 가전 시리즈를 선보이며 위생적인 주방 생활을 도왔고, 쌀 보관에 최적화된 진공 쌀통과 기존 에어프라이어의 한계를 보완해 스팀 기능을 더한 스팀에어프라이어 등 혁신적인 소가전을 잇따라 출시하며 업계 선도적 입지를 다지고 있다. 특히 2020년 6월 출시한 진공 쌀통은 집밥 트렌드와 위생에 대한 높아진 관심 속에 큰 인기를 얻으면서 출시 4개월 만에 10만 대 판매를 돌파하기도 했다. 같은 해 4월에는 국내 소형 주방 가전 전문 브랜드 제니퍼룸(jenniferoom)을 인수하며 소형 가전 카테고리를 신성장 동력으로 삼고 선두 브랜드로서 위상을 공고히 한다는 전략이다.

## 락앤락 몰
락앤락은 공식 몰을 운영하고 있다.
최근 온라인 중심의 소비 트렌드 변화에 따라 공식 네이버 스마트스토어를 운영하고, 소비자와 실시간 소통하는 라이브 방송을 기획하는 등 온라인 채널을 강화하고 있다.

## 국내 사업장 및 주요 생산 시설

### 국내 사업장
• 서울 사업장: 서울 중구 세종대로 14 그랜드 센트럴 A동 20층
• 안성 사업장: 경기도 안성시 원곡면 만세로 1260

락앤락 안성 사업장은 물류 센터로 운영하고 있으며, 주요 생산 기지는 중국과 베트남에서 운영하고 있다.

### 주요 생산시설
• 중국 소주
- 플라스틱 플랜트: 2007년 설립, 해외 주요 시장인 중국 내수 시장을 담당하는 생산 기지로 활용.
• 베트남 붕따우
- 플라스틱 플랜트: 2009년 설립, 가격 경쟁력과 지리적 이점을 바탕으로 베트남을 포함해 인근 아세안 국가, 유럽, 북미 등 전 세계 제품 생산
- 내열 유리 플랜트: 2011년 설립, 붕규산(B₂Oз)을 함유해 급격한 온도 변화에 강한 내열 유리 식기를 연간 1만 톤 규모로 생산
- 쿡웨어 플랜트: 2012년 설립, 피막과 코팅이 동시에 가능한 독자적 기술을 사용해 고품질의 다양한 쿡웨어 제품 생산